# Policía Federal (Messico)
La Policía Federal è stato il corpo di polizia federale degli Stati Uniti Messicani.
Nel corso degli anni hanno cambiato più volte il nome e la formazione tramite delle leggi federali: Policía Federal de Caminos (1928 - 1999); Policía Federal Preventiva (1999 - 2009); fino a quello attuale dal 2019.
Nel 2019 viene sostituita dalla Guardia Nazionale del Messico.